# Ostatni gliniarz
Ostatni gliniarz (niem. Der Letzte Bulle) – niemiecki serial z lat 2010-2014. Polska premiera odbyła się 3 lutego 2016 roku na kanale Universal Channel.

## Obsada
- Henning Baum – Michael „Mick“ Brisgau
- Maximilian Grill – Andreas Kringge
- Helmfried von Lüttichau – Martin Ferchert

## Spis odcinków

### Sezon 1 (2010)
| Nr | Tytuł                     | Reżyseria       | Scenariusz                                    | Premiera w Sat.1 | Premiera w Universal Channel |
| -- | ------------------------- | --------------- | --------------------------------------------- | ---------------- | ---------------------------- |
| 1  | Ostatni pocisk            | Michael Wenning | Stefan Scheich, Robert Dannenberg             | 12 kwietnia 2010 | 3 lutego 2016                |
| 2  | Święty Mikołaj nie żyje   | Michael Wenning | Anna Dokoupilova                              | 19 kwietnia 2010 | 3 lutego 2016                |
| 3  | Trening przetrwania       | Michael Wenning | Katja Töner                                   | 26 kwietnia 2010 | 10 lutego 2016               |
| 4  | Nocna zmiana              | Sebastian Vigg  | Michael Illner                                | 3 maja 2010      | 10 lutego 2016               |
| 5  | W cieniu feng shui        | Sebastian Vigg  | Arne Nolting, Jan Martin Scharf               | 10 maja 2010     | 17 lutego 2016               |
| 6  | Syn marnotrawny           | Dennis Satin    | Anna Dokoupilova                              | 17 maja 2010     | 17 lutego 2016               |
| 7  | Miałem je wszystkie       | Dennis Satin    | Boris Dennulat, Matthias Tuchmann             | 31 maja 2010     | 24 lutego 2016               |
| 8  | Kwadratura koła           | Sebastian Vigg  | Katja Töner                                   | 7 czerwca 2010   | 24 lutego 2016               |
| 9  | Zdrada dla początkujących | Sebastian Vigg  | Arne Laser, Meriko Gehrmann                   | 5 lipca 2010     | 2 marca 2016                 |
| 10 | Zadbana śmierć            | Sebastian Vigg  | Jörg Alberts, Frank Koopmann, Susanne Wiegand | 12 lipca 2010    | 2 marca 2016                 |
| 11 | Spotkanie po latach       | Michael Wenning | Robert Dannenberg, Stefan Scheich             | 19 lipca 2010    | 9 marca 2016                 |
| 12 | Morderczy wieczorek       | Michael Wenning | Boris Dennulat, Matthias Tuchmann             | 26 lipca 2010    | 9 marca 2016                 |
| 13 | Mistrz na kolacji         | Michael Wenning | Katja Töner                                   | 2 sierpnia 2010  | 16 marca 2016                |

### Sezon 2 (2011)
| Nr | Tytuł                              | Reżyseria          | Scenariusz                        | Premiera w Sat.1 | Premiera w Universal Channel |
| -- | ---------------------------------- | ------------------ | --------------------------------- | ---------------- | ---------------------------- |
| 1  | Morderstwo na odległość            | Sebastian Vigg     | Robert Dannenberg, Stefan Scheich | 14 marca 2011    | 16 marca 2016                |
| 2  | Śmierć striptizera                 | Sebastian Vigg     | Robert Dannenberg, Stefan Scheich | 21 marca 2011    | 23 marca 2016                |
| 3  | Kemping dla początkujących         | Sebastian Vigg     | Katja Töner                       | 28 marca 2011    | 23 marca 2016                |
| 4  | Zwycięzca zawsze umiera            | Sebastian Vigg     | Benjamin Karalic                  | 4 kwietnia 2011  | 30 marca 2016                |
| 5  | Wszystkie drogi prowadzą do ciebie | Sophie Allet-Coche | Sandra Beck                       | 11 kwietnia 2011 | 30 marca 2016                |
| 6  | Goło i niewesoło                   | Sophie Allet-Coche | Michael Illner                    | 18 kwietnia 2011 | 6 kwietnia 2016              |
| 7  | Czarno to widzę                    | Sophie Allet-Coche | Robert Dannenberg, Stefan Scheich | 2 maja 2011      | 6 kwietnia 2016              |
| 8  | Po piąte...                        | Sebastian Vigg     | Lars Albaum                       | 9 maja 2011      | 13 kwietnia 2016             |
| 9  | Sensacyjne morderstwo              | Sebastian Vigg     | Joachim Friedmann, Uwe Petzold    | 16 maja 2011     | 13 kwietnia 2016             |
| 10 | Nie wiem nic                       | Sebastian Vigg     | Jörg Alberts, Susanne Wiegand     | 23 maja 2011     | 20 kwietnia 2016             |
| 11 | Horror                             | Michael Wenning    | Michael Illner                    | 30 maja 2011     | 20 kwietnia 2016             |
| 12 | Nieszczęśliwa miłość               | Michael Wenning    | Katja Töner                       | 6 czerwca 2011   | 27 kwietnia 2016             |
| 13 | Stracona szansa                    | Michael Wenning    | Robert Dannenberg, Stefan Scheich | 20 czerwca 2011  | 27 kwietnia 2016             |

### Sezon 3 (2012)
| Nr | Tytuł                  | Reżyseria           | Scenariusz                         | Premiera w Sat.1 | Premiera w Universal Channel |
| -- | ---------------------- | ------------------- | ---------------------------------- | ---------------- | ---------------------------- |
| 1  | Prawdziwy bohater      | Sebastian Vigg      | Stefan Scheich, Robert Dannenberg  | 6 lutego 2012    | 4 maja 2016                  |
| 2  | Wylatujesz             | Sebastian Vigg      | Katja Töner                        | 13 lutego 2012   | 4 maja 2016                  |
| 3  | Kłopotliwy trójkąt     | Sophie Allet-Coche  | Benjamin Karatic, Rebecca Mahnkopf | 20 lutego 2012   | 11 maja 2016                 |
| 4  | Sprawa rodzinna        | Sophie Allet-Coche  | Christoph Wortberg                 | 27 lutego 2012   | 11 maja 2016                 |
| 5  | Don Juan i nimfa       | Sophie Allet-Coche  | Arne Nolting, Jan Martin Scharf    | 5 marca 2012     | 18 maja 2016                 |
| 6  | Niech żyje sport       | Florian Froschmayer | Robert Dannenberg, Stefan Scheich  | 12 marca 2012    | 18 maja 2016                 |
| 7  | Zaginiona legenda      | Florian Froschmayer | Michael Illner                     | 19 marca 2012    | 25 maja 2016                 |
| 8  | Alfabetowy zabójca     | Florian Froschmayer | Katja Töner                        | 26 marca 2012    | 25 maja 2016                 |
| 9  | Zdrajcy                | Thomas Nennstiel    | Arndt Stüwe                        | 2 kwietnia 2012  | 1 czerwca 2016               |
| 10 | Wieczór panieński      | Thomas Nennstiel    | Arne Nolting, Jan Martin Scharf    | 16 kwietnia 2012 | 1 czerwca 2016               |
| 11 | Śmierć kata            | Thomas Nennstiel    | Sven Böttcher                      | 23 kwietnia 2012 | 8 czerwca 2016               |
| 12 | Nie powiem             | Peter Stauch        | Jörg Alberts, Susanne Wiegand      | 30 kwietnia 2012 | 8 czerwca 2016               |
| 13 | Ci, którzy przebaczają | Peter Stauch        | Robert Dannenberg, Stefan Scheich  | 7 maja 2012      | 15 czerwca 2016              |

### Sezon 4 (2013)
| Nr | Tytuł                         | Reżyseria          | Scenariusz                        | Premiera w Sat.1 | Premiera w Universal Channel |
| -- | ----------------------------- | ------------------ | --------------------------------- | ---------------- | ---------------------------- |
| 1  | Polowanie czas zacząć         | Zoltan Spirandelli | Arne Nolting, Jan Martin Scharf   | 21 stycznia 2013 | 21 września 2016             |
| 2  | Gwóźdź w sercu                | Zoltan Spirandelli | Michael Illner                    | 28 stycznia 2013 | 28 września 2016             |
| 3  | Sens życia                    | Sophie Allet-Coche | Katja Töner                       | 4 lutego 2013    | 5 października 2016          |
| 4  | Nikomu ani słowa              | Sophie Allet-Coche | Sven Böttcher                     | 11 lutego 2013   | 12 października 2016         |
| 5  | Nasza mała ulica              | Sophie Allet-Coche | Robert Dannenberg                 | 18 lutego 2013   | 19 października 2016         |
| 6  | Ogień i płomienie             | Peter Stauch       | Christian Heider, Uschi Müller    | 25 lutego 2013   | 26 października 2016         |
| 7  | Kontrola                      | Peter Stauch       | Arndt Stüwe                       | 4 marca 2013     | 2 listopada 2016             |
| 8  | Ci, którzy latają zbyt wysoko | Peter Stauch       | Robert Dannenberg                 | 11 marca 2013    | 9 listopada 2016             |
| 9  | Rozgrywka                     | Thomas Nennstiel   | Christoph Wortberg                | 18 marca 2013    | 16 listopada 2016            |
| 10 | Kopalnia złota                | Thomas Nennstiel   | Stefan Scheich                    | 25 marca 2013    | 23 listopada 2016            |
| 11 | Nie pleć głupot               | Thomas Nennstiel   | Arne Nolting, Jan Martin Scharf   | 8 kwietnia 2013  | 30 listopada 2016            |
| 12 | Romeo i Julia                 | Thomas Nennstiel   | Rafael Solá Ferrer                | 15 kwietnia 2013 | 7 grudnia 2016               |
| 13 | Niebezpieczna gra             | Thomas Nennstiel   | Robert Dannenberg, Stefan Scheich | 22 kwietnia 2013 | 14 grudnia 2016              |

### Sezon 5 (2014)
| Nr | Tytuł                       | Reżyseria          | Scenariusz                        | Premiera w Sat.1 | Premiera w Universal Channel |
| -- | --------------------------- | ------------------ | --------------------------------- | ---------------- | ---------------------------- |
| 1  | Puszka Pandory              | Thomas Nennstiel   | Arne Nolting, Jan Martin Scharf   | 24 kwietnia 2014 | 8 lutego 2017                |
| 2  | Przełom                     | Thomas Nennstiel   | Arne Nolting, Jan Martin Scharf   | 24 kwietnia 2014 | 15 lutego 2017               |
| 3  | Zmyłka                      | Thomas Nennstiel   | Christian Heider, Uschi Müller    | 1 maja 2014      | 22 lutego 2017               |
| 4  | Tajemnicze litery           | Michael Kreindl    | Christian Heider, Uschi Müller    | 8 maja 2014      | 1 marca 2017                 |
| 5  | Zamieszanie                 | Michael Kreindl    | Sven Böttcher                     | 15 maja 2014     | 8 marca 2017                 |
| 6  | Ucieczka do raju            | Sophie Allet-Coche | Johannes Lackner                  | 22 maja 2014     | 15 marca 2017                |
| 7  | Wszystko zostaje w rodzinie | Sophie Allet-Coche | Robert Dannenberg, Stefan Scheich | 29 maja 2014     | 22 marca 2017                |
| 8  | Przyszłość                  | Sophie Allet-Coche | Robert Dannenberg, Stefan Scheich | 2 czerwca 2014   | 29 marca 2017                |